# Вишняков, Юрий Александрович
Юрий Александрович Вишняков (8 апреля 1951, Москва) — российский бас-профундо, хоровой октавист, заслуженный артист РСФСР. В разные годы был солистом камерного хора Министерства культуры СССР и государственной академической симфонической капеллы, также выступал в хоре Байрёйтского фестиваля и с немецким хором MDR Rundfunkchor. Один из самых известных басов-профундо в мире, голос которого может опускаться до ноты соль контроктавы.

## Биография
Юрий Вишняков родился в Москве в 1955 году. В возрасти 5 лет попал в начальную музыкальную школу, в которой учился на протяжении семи лет. После этого поступил в музыкальное училище, а затем — в Московскую консерваторию на теоретико-композиторский факультет, но петь Юрий Вищняков начал только после 25 лет. В 1980 году он стал певцом Государственного камерного хора Министерства культуры СССР, где исполнял русский и западноевропейский репертуар. Но чаще всего он ездил на гастроли с мужским хором «Древнерусский распев» под управлением А. Т. Гринденко и «Православные певчие» к качестве сольного октависта. Так, в 2010 году Юрий Александрович как солист выступал в Большом зале Московской консерватории — одном из крупнейших и самых значительных концертных площадок в России.
В декабре 2016 года Вишняков исполнил «Всенощное бдение» Рахманинова вместе с немецким хором MDR Rundfunkchor под дирижированием Ристо Йооста. CD-диск с этой записью был номинирован на премию International Classical Music Awards в 2018 году.
Музыкальный продюсер NPR Music Том Хьюзенга отметил низкий голос Юрия Вишнякова во время исполнения «Не отвержи мене во время старости» Чеснокова в 1998 году. «Прежде чем прослушать эту запись, возможно, стоит убрать весь ценный фарфор поблизости», — заявил он.

## Дискография
| Год  | Произведение                         | Композитор                                                | Дирижер         | Хор                                                     | Лейбл          |
| ---- | ------------------------------------ | --------------------------------------------------------- | --------------- | ------------------------------------------------------- | -------------- |
| 1986 | Всенощное бдение                     | С. В. Рахманинов                                          | В. К. Полянский | Государственный камерный хор Министерства культуры СССР | Мелодия        |
| 1993 | Литургия Иоанна Златоуста            | С. В. Рахманинов                                          | В. К. Полянский | Государственная академическая симфоническая капелла     | Claves Records |
| 1999 | Basso Profondo From Old Russia       | П. Г. Гончаров, П. Г. Чесноков, А. Т. Гречанинов и др.    | Георгий Смирнов | Православные певчие                                     |                |
| 2005 | Православное Рождество 2005 в Латвии | С. В. Рахманинов, П. Г. Чесноков, С. А. Дегтярёв и другие | Георгий Смирнов | Православные певчие                                     |                |
| 2017 | Всенощное бдение                     | С. В. Рахманинов                                          | Ристо Йооста    | MDR Rundfunkchor                                        | Genuin         |